# Emir Izaguirre
Emir Ezequiel Izaguirre Brondi (Viale, Entre Ríos, 26 de enero de 1995) es un futbolista argentino que juega como delantero.

## Trayectoria

### Viale
Izaguirre debutó en Viale, club de su ciudad natal. En el equipo entrerriano se destacó y fue uno de los goleadores del Federal B.

### Ben Hur
En 2017 llegó a Ben Hur. Su primera etapa en el club de Rafaela fue corta. En 2020 regresó al club para jugar su segunda etapa.

### Atlético Tucumán
Luego de su paso por el ascenso, se mudó a San Miguel de Tucumán, para jugar en Atlético Tucumán. En el decano tuvo un breve recorrido.

### Unión Aconquija
En 2018 se trasladó a Catamarca y se sumó a Unión Aconquija.

### Central Córdoba
En 2019 llegó a Central Córdoba de Santiago del Estero.

### Atlético Paraná
En 2021 regresó a Entre Ríos, para sumarse a Atlético Paraná.

## Clubes
| Club             | País      |
| ---------------- | --------- |
| Viale            | Argentina |
| Ben Hur          | Argentina |
| Atlético Tucumán | Argentina |
| Unión Aconquija  | Argentina |
| Central Córdoba  | Argentina |
| Atlético Paraná  | Argentina |